# 恒安駅
恒安駅（こうあんえき）は香港新界沙田区にある香港鉄路（港鉄（MTR））屯馬線の駅である。ステーションカラーは■浅藍色。

## 駅構造
- 島式ホーム1面2線の高架駅。

### 駅階層
| P ホーム            | ➊番線                        | ←■屯馬線 屯門方面                       |
| P ホーム            | 島式ホーム、左側の扉が開く。 |                                         |
| P ホーム            | ➋番線                        | ■屯馬線 烏渓沙方面→                     |
| C コンコース (地面) | コンコース                   | C出口、サービスセンター、トイレ、駅商店 |
| S 行人隧道          | 行人隧道                     | A、B出口、サービスセンター              |

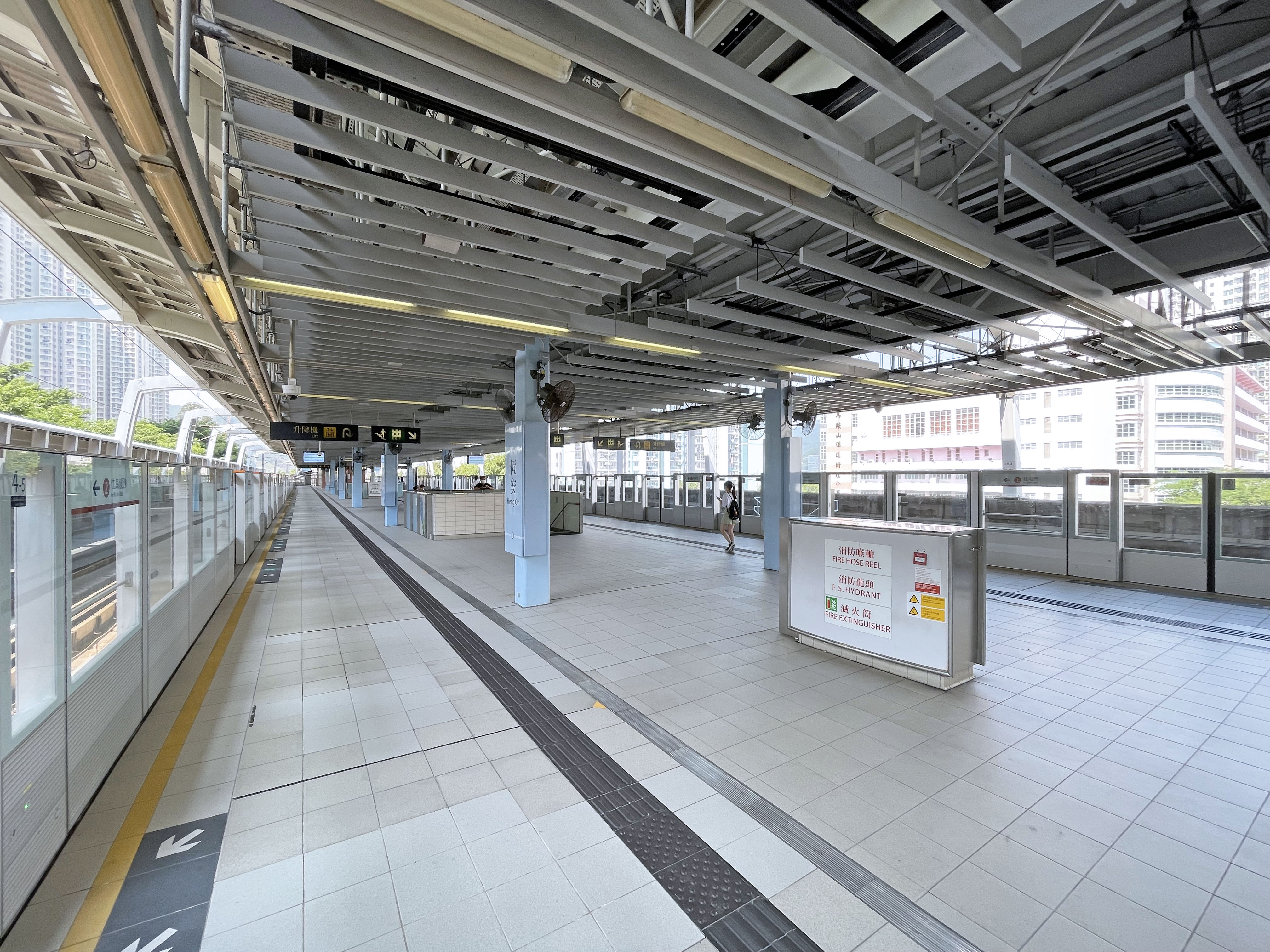
ホーム
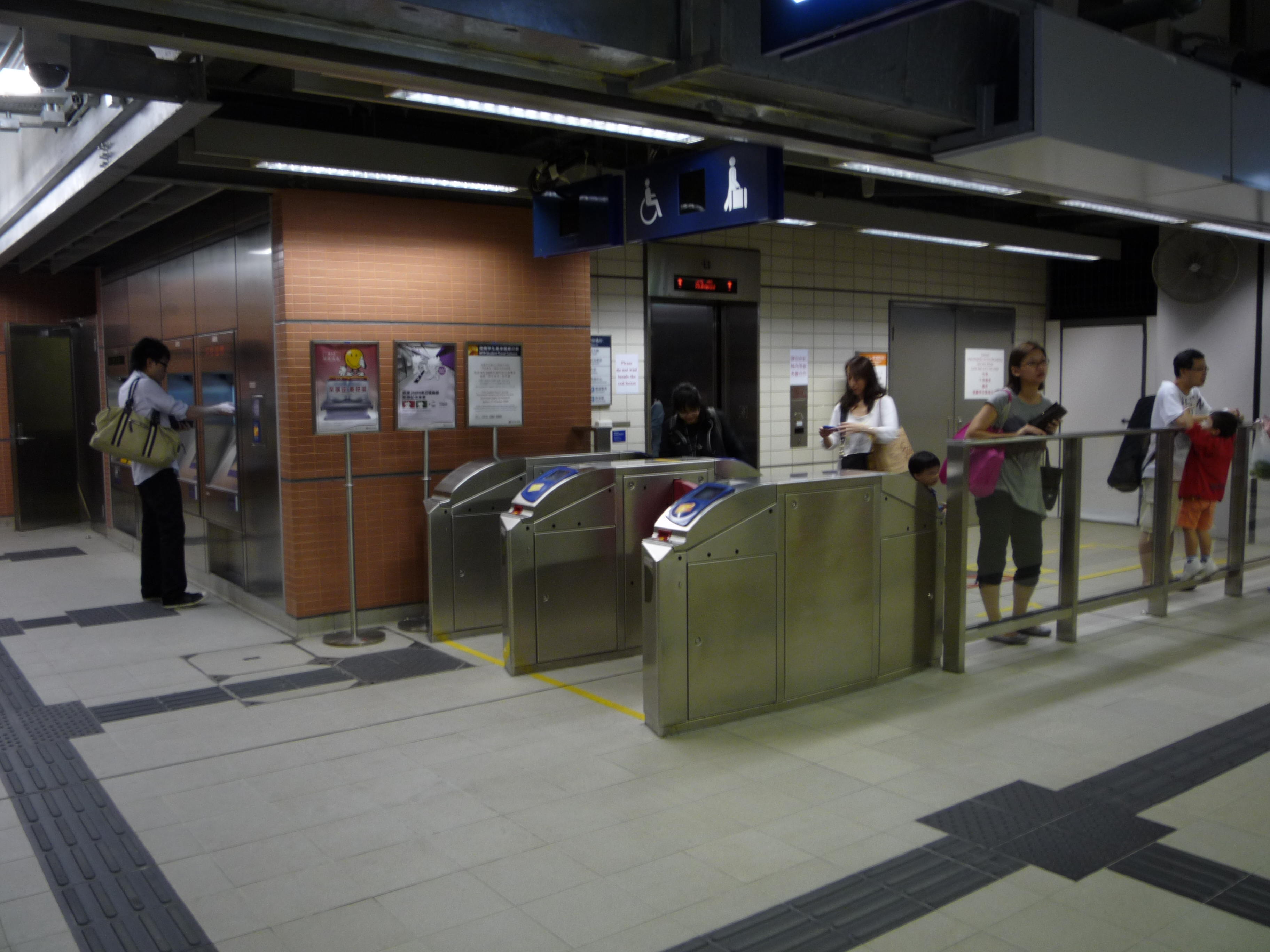
コンコース
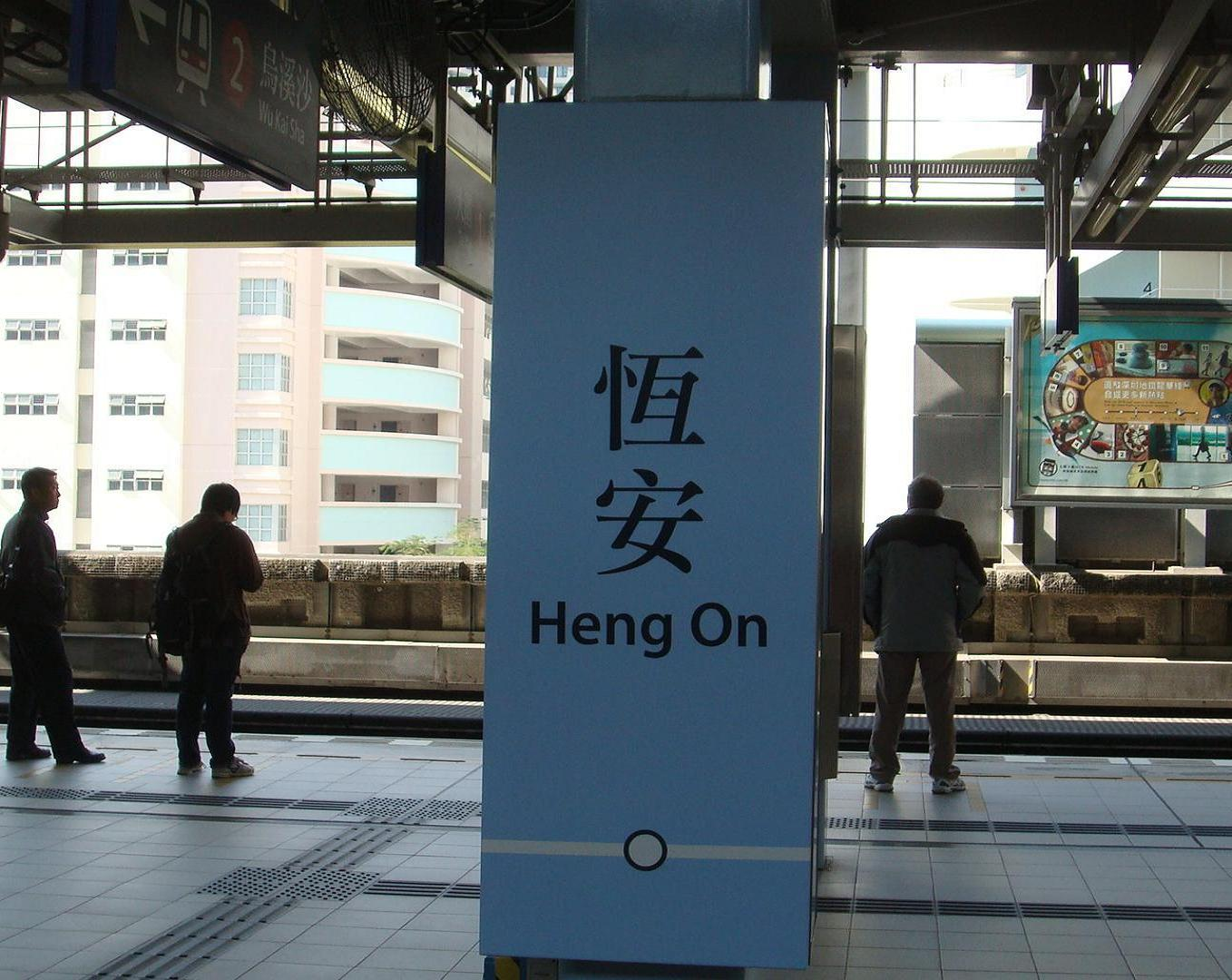
駅名標
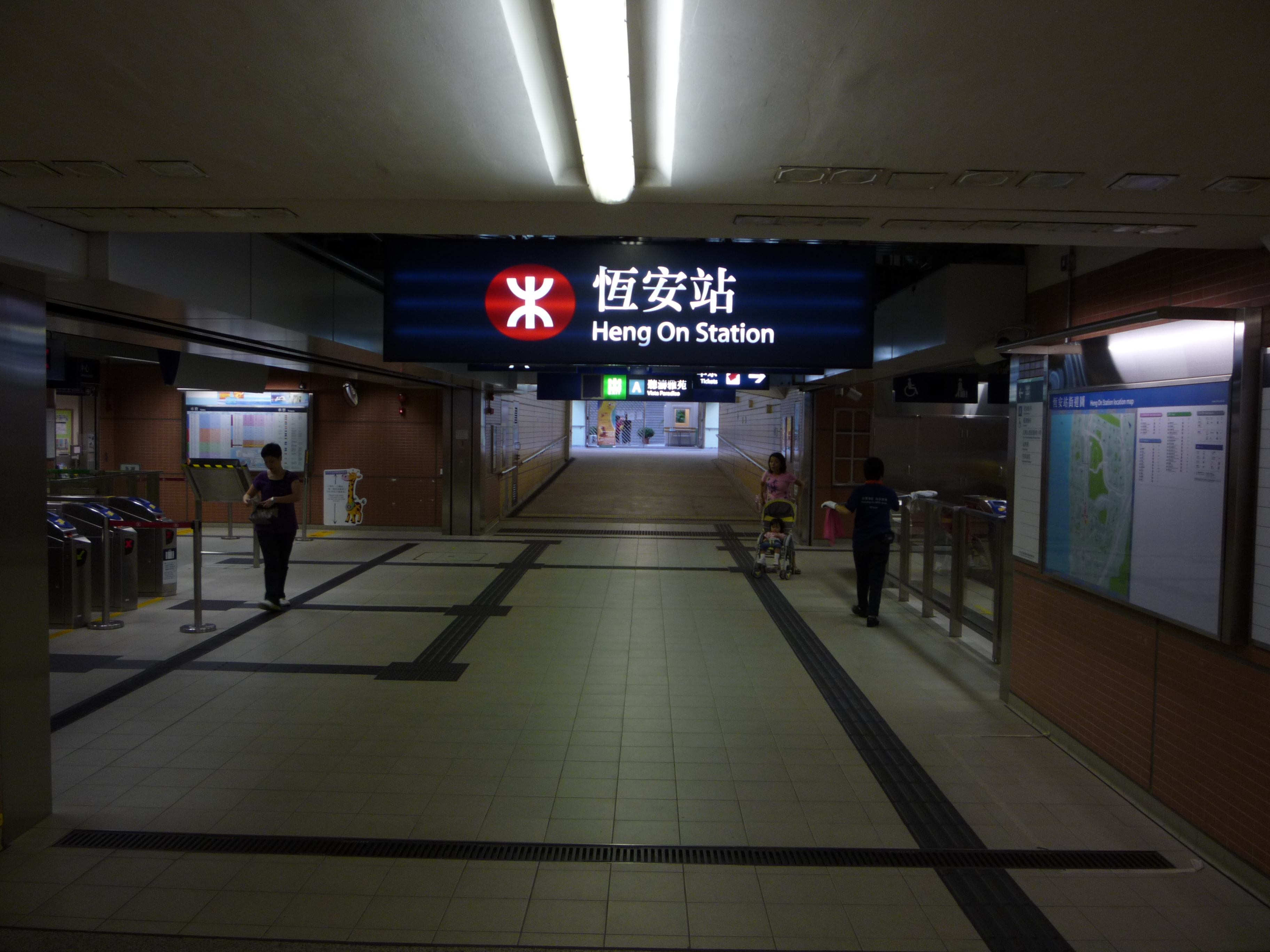
B出口

### コンコース
駅商店・自動サービス
| 駅商店 - 7-Eleven 自動サービス - 自動券売機 - 増値機 |

### 駅出口
| 出口番号 | 出口表示 | 目的地 |
| -------- | -------- | --- |
| 出口 · A | 聴濤雅苑 | 聴濤雅苑、観瀾雅軒、天宇海、馬鞍山循道衛理小学、海典湾、啓新書院                                                       |
|          | 聴濤雅苑 | 行人隧道設有斜道往返地面                                                                                               |
| 出口 · B | 恒安邨   | 恒安邨、青年会書院、潮州会館中学、錦鞍苑、基督教香港信義会馬鞍山信義学校、保良局胡忠中学、耀安邨                       |
|          | 恒安邨   | 行人隧道設有斜道往返地面                                                                                               |
| 出口 · C | 錦豊苑   | 錦豊苑、陳震夏中学、宣道会台山陳元喜小学、頌安邨、錦禧苑、馬鞍山遊楽場、馬鞍山運動場、馬鞍山聖若瑟小学、天主教聖方済堂 |
|          | 錦豊苑   | 設有斜道往返地面 |

## 駅周辺
主要大廈及購物中心
- 嘉華星濤湾
- 海典湾
- 観瀾雅軒
- 聴濤雅苑
- 恒安邨
- 錦鞍苑
- 頌安邨
- 錦豊苑

公共服務及設施
- 馬鞍山運動場
- 天主教聖方済堂

学校
- 青年会書院
- 保良局胡忠中学
- 潮州会館中学
- 香港中文大学校友会聯会陳震夏中学
- 香港中国婦女会馮堯敬紀念中学
- 曾璧山中学
- 馬鞍山聖若瑟中学
- 馬鞍山循道衛理小学
- 基督教香港信義会馬鞍山信義学校
- 馬鞍山聖若瑟小学
- 宣道会台山陳元喜小学
- 保良局荘啓程小学

## 接続交通一覧
バス
ミニバス
Template:新界專線ミニバス列表

## 歴史
- 2004年12月21日 - 九広鉄路の駅として開業。
- 2007年12月2日 - 両鉄合併により香港鉄路（旧香港地鉄）の駅となる。

## 隣の駅
香港鉄路
■屯馬線
大水坑駅 - 恒安駅 - 馬鞍山駅